# Howard Clark
Pour les articles homonymes, voir Clark.
Ne doit pas être confondu avec Clark Howard.
Howard Clark, né le 26 août 1954 à Leeds, est un golfeur anglais.

## Palmarès

### Ryder Cup
- Vainqueur en 1985, 1987, 1995
- nul en 1989
- Participation en 1977, 1981

### Circuit européen
- 1978 Open du Portugal
- 1978 Open de Madrid
- 1984 Open de Madrid Cepsa, Whyte & Mackay PGA Championship
- 1985 Open de Jersey, Open de Glasgow
- 1986 Open de Madrid Cepsa, Open d'Espagne Peugeot
- 1987 Open du Maroc, PLM Open
- 1988 Open d'Angleterre

### Autres victoires
- 1976 TPD Under-25s Championship

### Compétitions par équipes
- Walker Cup (amateur) : 1973
- Alfred Dunhill Cup : 1985, 1986, 1987 (vainqueur par équipe), 1989, 1990, 1994, 1995
- Coupe du monde : 1978, 1984, 1985 (vainqueur individuel), 1987
- Hennessy Cognac Cup : 1978, 1984 (vainqueur)
- Four Tours World Championship : 1978, 1984 (vainqueur par équipe), 1985, 1986